# Estadio Los Andes Cosmos 79
El Estadio Olímpico Los Andes Cosmos 79 o simplemente Estadio Cosmos 79 es un estadio multiuso de Bolivia, ubicado en la ciudad de El Alto a 4.080 m s. n. m.; sobre la avenida Chaquingora a unos metros de la parada del minibus 702, zona cosmos 79.
Es el principal escenario deportivo de la ciudad, tiene una capacidad para 4000 espectadores, cuenta con una pista atlética olímpica de arcilla. En el estadio juega de local equipos de la ciudad, y en la gestión 2011 fue habilitado para jugar partidos de la Liga Profesional del Fútbol Boliviano.
El escenario fue inaugurado el año 2005 con dos tribunas: Preferencia y General  además de una pista atlética de arcilla y está pendiente  la construcción de la curvas sur y norte.
El año de su inauguración, el club paceño Iberoamericana estrenó la cancha del estadio alteño en un entrenamiento que será histórico. 